# Янка (річка)
Янка — річка в Білорусі у Браславському й Шарковщинському районах Вітебської області. Ліва притока річки Дісни (басейн Балтійського моря).

## Опис
Довжина річки 48 км, похил річки 0,4 %, площа басейну водозбору 564 км², середньорічний стік 3,7 м³/с. Формується притоками та безіменними струмками.

## Розташування
Бере початок на півдні озера Богданівського та за 0,5 км на південно-західній околиці села Богданове. Тече переважно на південний схід і на східній околиці міста Шарковщина впадає в річку Дісну, ліву притоку Західної Двіни. У верхів'ї річка називається Ніщанка.
У басейні річки існують озера: Мілашківське, Озерайце.